# Cyathea chinensis
Cyathea chinensis là một loài thực vật có mạch trong họ Cyatheaceae. Loài này được Copel. mô tả khoa học đầu tiên năm 1908.